# 定光院
定光院（じょうこういん、生年不詳 - 延宝2年6月20日（1674年7月23日））は、江戸幕府3代将軍徳川家光の側室。京都の官人青木直辰の娘（異説に青木利長、斉藤氏、太田氏、成瀬氏の娘などとも）。通称はお里佐の方。

## 生涯
元和9年（1623年）に家光の正室鷹司孝子の侍女として大奥に勤め始める。その後、家光に見初められて正保4年（1647年）に家光の五男・鶴松を産むが、翌年に逝去。
家光の死後は落飾して定光院と号すが、鶴松と家光供養のために、春日局の姪である済松寺の祖心尼の弟子に入って長心尼になったという説もある。
延宝2年（1674年）に没し、済松寺に葬られる。